# VEB Schokoladen- und Verpackungsmaschinen Dresden
VEB Schokoladen- und Verpackungsmaschinen Dresden, auch Schokopack, entstand 1950 durch die Vereinigung von Maschinenbaufirmen des Dresdner Ballungsraums.

## Entstehung
Die Firmen
- Julius Große, Lohmen (gegründet 1871, Mühlenbau)[1]
- Maschinenfabrik Richard Gäbel (gegründet 1888, ab 1947 VEB NAGEMA Spezialmaschinen Dresden und ab 1948 VEB Manag-Werk Dresden, Maschinen für die Papierwaren sowie die Nahrungs- und Genussmittel)[2]
- Spezialmaschinen- und Wachspapierfabrik Otto Hänsel, Freital (1919)[3]
- Spezialmaschinenfabrik Max Loesch, Dresden (1919, Maschinen für Schokoladen- und Süßwarenherstellung)[4]
- Spezialmaschinenfabrik Ernst Bernstein, Dresden (1920, Textilmaschinen)[5]

wurden 1950 zum VEB Schokopack vereinigt.
Zum VEB Schokopack gehörte das Anfang der 1960er Jahre errichtete Hochhaus Breitscheidstraße 48 in Dresden.

## NAGEMA
1972 wurden der VEB Schokopack und der VEB Tabakuni (Vorgängerfirma Universelle, Zigarettenmaschinen) zum VEB Verpackungsmaschinenbau Dresden zusammengelegt. Dieser wiederum war bis 1990 Leitbetrieb des Kombinates Nagema.